# Надзув
Надзув (пол. Nadzów) — село в Польщі, у гміні Палечниця Прошовицького повіту Малопольського воєводства.
Населення — 440 осіб (2011).
У 1975-1998 роках село належало до Келецького воєводства.

## Демографія
Демографічна структура станом на 31 березня 2011 року:
|          | Загалом | Допрацездатний вік | Працездатний вік | Постпрацездатний вік |
| -------- | ------- | ------------------ | ---------------- | -------------------- |
| Чоловіки | 221     | 57                 | 148              | 16                   |
| Жінки    | 219     | 47                 | 116              | 56                   |
| Разом    | 440     | 104                | 264              | 72                   |